# كارلوس لونا (لاعب كرة طائرة)
كارلوس لونا (بالإسبانية: Carlos Luna)‏ (25 يناير 1981 - ) هو لاعب كرة طائرة فنزويلا. شارك في الألعاب الأولمبية الصيفية 2008.

## وصلات خارجية
- كارلوس لونا على موقع أوليمبيديا (الإنجليزية)